# Draguzeti
 Draguzeti  (olaszul: Dragosetti) falu Horvátországban, Isztria megyében. Közigazgatásilag Barbanhoz tartozik.

## Fekvése
Az Isztria délkeleti részén, Pólától 27 km-re északkeletre, községközpontjáról 5 km-re északnyugatra fekszik.

## Története
A falunak 1880-ban 72, 1910-ben 89 lakosa volt. Az első világháború után a rapallói szerződés értelmében Isztria az Olasz Királysághoz került. Az 1943-as olasz kapituláció után szabadult meg az olasz uralomtól. A második világháború után Jugoszlávia, majd 1991-ben, Jugoszlávia felbomlása után a független Horvátország része lett. 2011-ben a falunak 84 lakosa volt. Lakói hagyományosan mezőgazdasággal (főként szőlőtermesztéssel) és állattartással foglalkoznak.

## Lakosság
| Lakosság változása | Lakosság változása | Lakosság változása | Lakosság változása | Lakosság változása | Lakosság változása | Lakosság változása | Lakosság változása | Lakosság változása | Lakosság változása | Lakosság változása | Lakosság változása | Lakosság változása | Lakosság változása | Lakosság változása | Lakosság változása |
| ------------------ | ------------------ | ------------------ | ------------------ | ------------------ | ------------------ | ------------------ | ------------------ | ------------------ | ------------------ | ------------------ | ------------------ | ------------------ | ------------------ | ------------------ | ------------------ |
| 1857               | 1869               | 1880               | 1890               | 1900               | 1910               | 1921               | 1931               | 1948               | 1953               | 1961               | 1971               | 1981               | 1991               | 2001               | 2011               |
| 0                  | 0                  | 72                 | 63                 | 78                 | 89                 | 0                  | 0                  | 137                | 135                | 139                | 118                | 96                 | 94                 | 78                 | 84                 |